# Широков, Владимир Трофимович
Владимир Трофимович Широков (1927 — 2003) — советский передовик производства в радиотехнической промышленности. Герой Социалистического Труда (1975).

## Биография
Родился 5 июля 1927 года в селе Еловка,  Большемуртинского района, Красноярского края в крестьянской семье.
Получил неполное среднее образование. с 1941 по 1945 годы во время Великой Отечественной войне работал в колхозе.
В 1945 году призван в ряды Красной Армии. Служил в должностях — стрелка и старшины 18-го отдельного пулемётного батальона на Дальневосточном фронте, участник Советско-японской войны. С 1945 по 1951 годы служил на срочной, а затем и на сверхсрочной службе. В 1951 году сержант В. Т. Широков уволен в запас.
С 1951 года приехал в Красноярск и устроился слесарем-жестянщиком 4-го разряда слесарно-каркасного цеха на Красноярский радиотехнический завод. В. Т. Широкову одному из первых работников завода, которому было доверено работать с личным клеймом. В. Т. Широков внёс 26 предложений, в том числе в 1974 году — 3 рациональных, с общим экономическим эффектом 2047 руб. В. Т. Широков в процессе серийного выпуска изделий новой техники, внёс ряд ценных предложений, внедрение которых способствовало снижению металлоемкости и себестоимости аппаратуры.
26 апреля 1971 года Указом Президиума Верховного Совета СССР «за отличие в труде»  В. Т. Широков был награждён Орденом Трудового Красного Знамени.
В 1972 году В. Т. Широков организовал и возглавил бригаду, которая стала передовым коллективом среди всех бригад завода. В 1973 году коллективу было присвоено звание «Бригада коммунистического труда». В 1975 году на заводе по инициативе В. Т. Широкова было развёрнуто социалистическое соревнование под девизом «Задание полугода ко Дню 30-летия Победы», в котором его бригада вновь вышла победителем.
17 октября 1975 года «закрытым» Указом Президиума Верховного Совета СССР «за выдающиеся достижения в выполнении заданий и организацию производства новой техники»  Владимир Трофимович Широков был удостоен звания Героя Социалистического Труда с вручением Ордена Ленина и золотой медали «Серп и Молот».
С 1987 года на пенсии.  Жил в Красноярске. Скончался 28 января 2003 года, похоронен на кладбище «Бадалык» в Красноярске.

## Награды
- Медаль «Серп и Молот» (17.10.1975)
- Орден Ленина (17.10.1975)
- Орден Отечественной войны II степени (11.03.1985)
- Орден Трудового Красного Знамени (26.04.1971)
- Медаль «За победу над Японией»